# Davide Calì
Davide Calì (Liestal, 5 febbraio 1972) è un fumettista e scrittore italiano di letteratura per ragazzi. Ha pubblicato anche con gli pseudonimi di Taro Miyazawa, Daikon e Cornelius
.

## Biografia
Davide Calì è nato in Svizzera, a Liestal, ed è cresciuto in Italia, dove ha intrapreso la sua carriera di fumettista collaborando con diverse fanzine e lavorando stabilmente per il mensile italiano “Linus” come autore e disegnatore di fumetti, dal 1994 al 2008.
Ha iniziato a scrivere libri per ragazzi nel 1998. I suoi primi titoli sono stati pubblicati in Italia, ma dal 2004 a oggi la maggior parte dei suoi lavori vengono pubblicati in Francia e Stati Uniti.
Sue storie a fumetti compaiono regolarmente sul mensile Mes Premiers J’aime lire (Bayard). Ha collaborato inoltre come autore con diversi altri magazine francesi per ragazzi, tra cui: Les Belles Histoires e Tralalire per Bayard Jeunesse e Moi Je Lis e J’apprends à Lire per Milan Jeunesse.
Ha collaborato, come formatore, con diverse istituzioni tra cui il MiMaster di Illustrazione Editoriale, l’Ars in Fabula di Macerata, l’Istituto Europeo di Design IED di Torino e l’Artelier di Padova, e ha tenuto un corso all’Accademia di Belle Arti di Tallin.
Suoi articoli sull'illustrazione e sul lavoro di autore di libri illustrati e fumetti vengono pubblicati sul web dal sito Frizzifrizzi, dal blog Robadadisegnatori e dal sito Aduntratto.
È stato anche l'ideatore di “Cari autori, vediamoci chiaro,”, un'opera collettiva rivolta agli apprendisti autori e illustratori realizzata in collaborazione con altri professionisti dell'editoria, successivamente prodotta da Zoolibri/Delicatessen e distribuita gratuitamente.
Negli ultimi anni, oltre a numerose mostre web, in cui è apparso sia in veste di curatore che di fumettista, ha curato anche diverse esibizioni in Parigi e in altre città francesi.
I suoi testi “L'Ennemi”, “Moi j'attends”, “L’orso con la spada” e “L’isola del piccolo mostro nero-nero” sono stati adattati per il teatro per ragazzi da diverse compagnie in Francia, Belgio, Italia e Giappone.
Nel 2020 ha attivato una serie di progetti di promozione alla lettura portando avanti per un periodo delle letture online.

## Opere

### Albi illustrati

#### Libri originariamente pubblicati in italiano
- Storia di Alfonso e del suo cane Boris, illustrato dall'autore, 2000
- Mi piace il cioccolato, illustrato da Evelyn Daviddi, Zoolibri, 2001
- Zaccaria cane parlante e altre storie di animali, illustrato dall'autore, 2002
- Il gatto verde, illustrato dall'autore, 2002
- La collezione di biscotti, illustrato da Evelynn Daviddi, Zoolibri, 2006
- Due eroi sono troppi, illustrato da Miguel Tanco, Arka, 2006
- Voglio una mamma-robot, illustrato da Anna Laura Cantone, Arka, 2007
- Quel che vorrei…, illustrato da Agnese Baruzzi, Emme, 2007
- L'orso con la spada, illustrato da Gianluca Foli, Zoolibri, 2008
- L'isola del piccolo mostro nero-nero, illustrato da Philip Giordano, Zoolibri, 2008
- Auto-futuro, illustrato da Maurizio Santucci, Zoolibri, 2011
- Il bambino a rotelle, illustrato da Simone Frasca, Emme, 2011
- La prossima volta!, illustrato da Gianni Peg, Emme, 2011
- Mondo fantastico, coautrici Federica Iacobelli, Vanessa Sorrentino, illustrato da Agnese Baruzzi, Carlotta Costanzi, Massimo Ottoni, Marco Paci, 2011
- Signor Alce, illustrato da Sara Welponer, Emme, 2012
- Io, Qinuq, illustrato da Leire Salaberria, Kite Edizioni, 2013
- Mio padre, il grande pirata, illustrato da Maurizio Quarello, Orecchio Acerbo, 2013
- Polline - Una storia d'amore, illustrato da Monica Barengo, Kite Edizioni, 2013
- Pum, Pum!, illustrato da Maddalena Gerli, Zoolibri, 2014
- Quando un elefante si innamora, illustrato da Alice Lotti, Kite Edizioni, 2014
- Un giorno, senza un perché, illustrato da Monica Barengo, Kite Edizioni, 2014
- La rapina del secolo, illustrato dall'autore, Biancoenero Edizioni, 2016
- La casa di riposo dei supereroi, illustrato dall'autore, Biancoenero Edizioni, 2016
- Il richiamo della palude, illustrato da Marco Somà, Kite Edizioni, 2016
- La lampada magica di Aladino, illustrato da Nicolò Carozzi, Orecchio Acerbo, 2016
- Inaugurazione del Poseidon, illustrato da Noemi Vola, Biancoenero Edizioni, 2017
- Quando un elefante mette su casa, illustrato da Alice Lotti, Kite Edizioni, 2017
- La dieta del pugile, illustrato da Noemi Vola, Biancoenero Edizioni, 2017
- Gianni Ginocchio e il segreto inconfessabile, illustrato da Laura Re, Lapis Edizioni, 2017
- Atlante dei Luoghi Immaginari, scritto con Pierdomenico Baccalario, illustrato da Isabella Mazzanti, Mondadori, 2017
- Mio nonno gigante, illustrato da Bruno Zocca, Biancoenero Edizioni, 2018
- L’orso che non aveva mai voglia di fare nulla, illustrato da Lali Limola, Eli Readers, 2018
- Il venditore di felicità, illustrato da Marco Somà, Kite Edizioni, 2018
- Tre in tutto, illustrato da Isabella Labate, Orecchio Acerbo, 2018
- Il perché degli spinaci, illustrato da Andrea Rivola, DeAgostini, 2018
- L’accademia dei supereroi, illustrato dall’autore, Biancoenero Edizioni, 2018
- Lo scrittore, illustrato da Monica Barengo, Kite Edizioni, 2019
- Dicono di me, illustrato da Marianna Balducci, Hop Edizioni, 2019
- Carlo Cucito e la fiera del fumetto, illustrato da Laura Re, Lapis Edizioni, 2019
- Ora o mai più, illustrato da Cecilia Ferri, Kite Edizioni, 2020
- Fino in fondo, illustrato da Anna Aparicio Català, Kite Edizioni, 2020
- Un tempo per ogni cosa, illustrato da Isabella Labate, Kite Edizioni, 2020
- La gita dei supereroi, illustrato da Alice Piaggio, Biancoenero Edizioni, 2020
- Una storia senza cliché, illustrato da Anna Aparicio Català, Clichy Edizioni, 2021
- Settecani, illustrato da Alice Piaggio, Clichy Edizioni, 2021
- L'isola delle ombre, illustrato da Claudia Palmarucci, Orecchio Acerbo, 2021
- I supereroi e lo sciopero della minestrina, illustrato da Alice Piaggio, Biancoenero Edizioni, 2021
- Signor Alce, illustrato da Richolly Rosazza, Kite Edizioni, 2021
- Quando sarò grande, illustrato da Giulia Pastorino, Clichy Edizioni, 2021
- Troppi conigli, illustrato da Emanuele Benedetti, Kite Edizioni, 2021
- Plenilunio, illustrato da Loputyn, Hop Edizioni, 2021
- La principessa dei pony-unicorno, illustrato da Anna Aparicio Català, Clichy, 2022
- Salta!, illustrato da Adalgisa Masella, Kite, 2022
- E vissero felici e contenti, illustrato da Naida Mazzenga, Clichy, 2022
- L’album dei ricordi dei supereroi, illustrato dall'autore, Biancoenero, 2022
- Colpa di chi?, illustrato da Regina Lukk-Toompere, Kite, 2022
- Il Grande Bubba, illustrato da Barroux, Edizioni Clichy, 2022
- Hey, laggiù! Basta così!, illustrato da Giulia Pastorino, Clichy, 2023
- Melasse, illustrato da Anna Aparicio Català, Clichy, 2023
- La grande guerra dei supereroi, illustrato dall'autore, Biancoenero, 2023
- Rododendro, illustrato da Marco Paschetta, Kite Edizioni, 2023
- Tutto questo un giorno sarà tuo, illustrato da Sara Arosio, Scienza Express , 2023
- La principessa nasona, illustrato da Marianna Balducci, Clichy edizioni, 2024
- Signor Alce – 2, illustrato da Richolly Rosazza, Kite Edizioni, 2024
- A volte, ancora, illustrato da Monica Barengo, Kite Edizioni, 2024
- Cavalca la tigre, illustrato da Guridi, Kite Edizioni, 2024

Serie Zucca, Osso e Pelliccia
- Non fanno paura a nessuno, illustrato da Stefano Martinuz, Nomos, 2022
- Giorgio mostro timido, illustrato da Stefano Martinuz, Nomos, 2023
- Straccio è giù di corda, illustrato da Stefano Martinuz, Nomos, 2024

#### Libri originariamente pubblicati in italiano (Svizzera)
- La casa degli uccelli, illustrato da Tiziana Romanin, Marameo Edizioni, 2019

#### Libri originariamente pubblicati in francese
- Un papa sur mesure, (Traduzione italiana: Un papà su misura), illustrato da Anna Laura Cantone, Sarbacane, 2004
- Juste a ce moment-là, illustrato da José Saraiva, Sarbacane, 2004
- Piano Piano, illustrato da Éric Heliot, Sarbacane, 2005
- Bernard et moi, illustrato da Éric Heliot, Sarbacane, 2005
- Moi, j'attends, (Traduzione italiana: Io aspetto), illustrato da Serge Bloch, Sarbacane, 2005
- La vie de chapeau, illustrato da Éric Heliot, Sarbacane, 2006
- Si je fusse une grenouille, illustrato da Benedicte Guettier, Sarbacane, 2006
- L'Ennemi, (Traduzione italiana: Il nemico), illustrato da Serge Bloch, Sarbacane, 2007
- Leopold, Chien de divan, illustrato da Camille Jourdy, Sarbacane, 2008
- J'aime t'embrasser, illustrato da Serge Bloch, Sarbacane, 2008
- La revanche des aubergines, illustrato da Éric Héliot, Sarbacane, 2009
- Marlène Baleine, (Traduzione italiana: Marilena la balena), illustrato da Sonja Bougaeva, Sarbacane, 2009
- C'est quoi l'amour?, (Traduzione italiana: Che cos'è l'amore?), illustrato da Anna Laura Cantone, Sarbacane, 2011
- Monstres et légendes, illustrato da Gabriella Giandelli, Actes Sud Junior, 2011
- Coccinelles cherchent maison, illustrato da Marc Boutavant, Sarbacane, 2011
- Quand je ferme les jeux..., illustrato da Robin, Sarbacane, 2011
- 10 petits tanks s'en vont en guerre, illustrato dall'autore, Editions Thierry Magnier, 2012
- Petit Inuit et les deux questions, illustrato da Maurizio Quarello, Sarbacane, 2012
- Bons baisers ratés de Paris, illustrato da Anne Rouquette, Gulf Stream, 2012
- Paris 2050, illustrato da Ale+Ale, Actes Sud, 2012
- Tendres bêtises à faire quand on est amoureux, illustrato da Robin, Sarbacane, 2013
- Un week-end de repos absolu, illustrato da Alexandra Huard, Sarbacane, 2013
- Les jours hibou, illustrato da Vincent Mathy, Sarbacane, 2013
- Le grand livre de la bagarre, illustrato da Serge Bloch, Sarbacane, 2013
- Elle est où la ligne, illustrato da Joelle Jolivet, Trimestre / Oskar, 2014
- Bons baisers ratés de Venise, illustrato da Isabella Mazzanti, Gulf Stream, 2014
- Vide-grenier, illustrato da Marie Dorleans, Sarbacane, 2014
- Le perroquet de l'Empereur, illustrato da Chiaki Miyamoto, Nobi-Nobi, 2014
- Le double, illustrato da Claudia Palmarucci, Notari, 2015
- Il était trois fois: les trois petits cochons, illustrato da Roland Garrigue, Nathan, 2015
- Bons baisers ratés de New York, illustrato da Raphaëlle Barbanègre, Gulf Stream, 2015
- Chez moi, illustrato da Sébastien Mourrain, Actes Sud, 2016
- Les Bacon Brothers: retour en Amérique!, illustrato da Ronan Badel, ABC Melody, 2016
- Crotte!, illustrato da Christine Roussey, Nathan, 2016
- Cours!, illustrato da Maurizio Quarello, Sarbacane, 2016
- Bronto-stégo-mégalo-saurus, illustrato da Sebastien Mourrain, Sarbacane, 2017
- Eléctrico 28, illustrato da Magali Lehuche, ABC Melody, 2017
- Cornelius Holmes /1: Le caniche des Baskerville, illustrato da Océane Meklemberg, La Palissade, 2017
- La souris qui voulait faire une omelette, illustrato da Maria Dek, Helium, 2017
- Les amoureux, illustrato da Roland Garrigue, Sarbacane, 2018
- À chaque pied sa chaussure, illustrato da Cecilia Campironi, Cambourakis, 2018
- C’est le chat, illustrato da Magali Clavelet, Gallimard, 2018
- Monsieur Tomate, prof. de maths, illustrato da Popy Matigot, Sarbacane, 2018
- Il était trois fois: La belle au bois dormant, illustrato da Amélie Falière, Nathan, 2018
- Qui veut jouer avec moi?, illustrato dall'autore, Sarbacane, 2018
- Mon premier jour de classe, illustrato da Amélie Groux, Little Urban, 2018
- Top-car, illustrato da Sébastien Mourrain, Editions des éléphants, 2018
- Bimbim est très en colère, illustrato da Michiko Chapuis, Rue du Monde, 2018
- Bimbim veut qu’on lui obéisse, illustrato da Michiko Chapuis, Rue du Monde, 2018
- La Chanson perdue de Lola Pearl, illustrato da Ronan Badel, L'Élan Vert, 2018
- Les Cacacrotte: le barbecue, illustrato da Laure du Fay, Amaterra, 2018
- Les Cacacrotte: le musée, illustrato da Laure du Fay, Amaterra, 2018
- 4998 amis, illustrato da Michiko Chapuis, Rue du Monde, 2018
- Mon premier (vrai?) baiser?, illustrato da Amélie Groux, Little Urban, 2019
- Poussin, illustrato da Davide Merveille, Sarbacane, 2019
- Les jours des baleines, (sotto lo pseudonimo di Cornelius), illustrato da Tommaso Carozzi, Editions Chocolat! Jeunesse, 2019
- Tyranno-petite-soeur, illustrato da Sébastien Mourrain, Sarbacane, 2019
- Mon premier démi-frère, illustrato da Amélie Groux, Little Urban, 2019
- Où finit le monde?, illustrato da Maria Dek, Hélium, 2020
- On nous appelait les mouches, illustrato da Maurizio Quarello, Sarbacane Editions, 2020
- Odette fait des claquettes, illustrato da Clothilde Delacroix, Sarbacane, 2020
- M. Tigre le magnifique, illustrato da Miguel Tanco, Gallimard Jeunesse Giboulées, 2020
- Votez le loup, illustrato da Magali Clavelet, Casterman, 2021
- Grands, méchants et pas contents, illustrato da Maurèen Poignonec, ABC Melody, 2021
- Drôle de nuage, illustrato da Sara Cunha, Bayard Jeunesse, 2021
- Un léger goût de mangue, illustrato da Marco Somà, Sarbacane, 2022
- Bronto-mytho-papi, illustrato da Sébastien Mourrain, Sarbacane, 2022
- En me proménant avec Kiki, illustrato da Paolo Domeniconi, Cambourakis, 2022
- Mon petit papa, illustrato da Jean Jullien, Sarbacane, 2022
- Une bibliothèque à trois roues, illustrato da Sébastien Pelon, ABC Melody, 2022
- Vampire un jour, vampire toujours, illustrato da Sébastien Mourrain, Actes Sud, 2022
- 186 - Une histoire trop courte, illustrato da Marianna Balducci, Tundra Books, 2022
- Pas pour les éléphants, illustrato da Giulia Pastorino, Sarbacane, 2023
- À l’aventure, illustrato da Daniela Costa, Sarbacane, 2023
- Osho Babanesh, illustrato da Lionel Tarchala, Editions des Éléphants, 2024
- Salomé, poule chocolatière, illustrato da Anna Aparicio Català, ABC Mélody, 2024
- Douglas je n’ai plus de croquettes!, illustrato da Magali Clavelet, Bayard, 2024
- Théophile le bibliophile, illustrato da Lorenzo Sangiò, ABC Mélody, 2024
- L’héritage des pierres, illustrato da Alphonse Bardou-Jacquet, Sarbacane, 2024

#### Libri originariamente pubblicati in francese (Canada)
- Petit pois, illustrato da Sébastien Mourrain, Comme des géants, 2016
- Le grand voyage de Petit Pois, illustrato da Sébastien Mourrain, Comme des Géants, 2017
- L'école de dessin de Petit Pois, illustrato da Sébastien Mourrain, Comme des géants, 2021

#### Libri originariamente pubblicati in francese (Belgio)
- Tourmaline, illustrato da Fatinha Ramos, De Eenhoorn, 2020

#### Libri originariamente pubblicati in tedesco
- Die Geschichte der Roten Nasen und der Roten Ohren, illustrato da Aurélie Guillerey, Annette Betz, 2007
- Omas unglaubliche Reise, (Traduzione italiana: L'incredibile viaggio di Nonna Rosa), illustrato da Anna Laura Cantone, Annette Betz, 2008

#### Libri originariamente pubblicati in spagnolo (Argentina)
- Spaghetti, illustrato dall'autore, Pequeño Editor, 2008

#### Libri originariamente pubblicati in spagnolo
- Poseando con Kiki, illustrato da Paolo Domeniconi, Fragatina, 2018
- Hugo no puede dormir, illustrato da Anna Aparicio Català, Nube Ocho, 2020
- ¡Abajo Leroy!, illustrato da Guridi, Très Tigres Tristes, 2021
- Superheroínas e superheroes - Manual de instrucións, illustrato da Gomez, Nube Ocho, 2022

#### Libri originariamente pubblicati in portoghese
- Um dia, um guarda-chuva, illustrato da Valerio Vidali, Planeta Tangerina, 2011
- A rainha das rãs não pode molhar os pés, (Traduzione italiana: La regina delle rane non può bagnarsi i piedi, maggio 2013), illustrato da Marco Somà, Bruàa, 2012
- Arturo, foto di Ninamasina, Bruàa, 2012
- A casa que voou, illustrato da Catarina Sobral, Bruàa, 2015
- Pergunta ao teu pai, illustrato da Noemi Vola, Bruàa, 2019

#### Libri originariamente pubblicati in inglese (USA)
- I didn't do my homeworks because, illustrato da Benjamin Chaud, Chronicle Books, 2014
- A funny thing happened on the way to school, illustrato da Benjamin Chaud, Chronicle Books, 2015
- The truth about my unbelievable summer, illustrato da Benjamin Chaud, Chronicle Books, 2016
- The Bacon Brothers: Back in the USA!, illustrato da Ronan Badel, ABC Melody, 2016
- A funny thing happened at the museum, illustrato da Benjamin Chaud, Chronicle Books, 2017
- George and the shadow, illustrato da Serge Bloch, Harper and Collins, 2017
- The truth about my unbelievable school, illustrato da Benjamin Chaud, Chronicle Books, 2018
- I hate my cats, illustrato da Anna Pirolli, Chronicle Books, 2018
- Good Morning, Neighbor, illustrato da Maria Dek, Princeton Architectural Press, 2018
- Grown-ups never do that, illustrato da Benjamin Chaud, Chronicle Books, 2019
- Where the World Ends, illustrato da Maria Dek, Princeton Architectural Press, 2020
- A funny thing happened after school, illustrato da Benjamin Chaud, Chronicle Books, 2023

#### Libri originariamente pubblicati in inglese (Canada)
- Snow White and the 77 dwarfs, illustrato da Raphaëlle Barbanègre, Tundra Books, 2015
- Cinderella and the furry slippers, illustrato da Raphaëlle Barbanègre, Tundra Books, 2017
- A great dog, illustrato da Miguel Tanco, Tundra Books, 2018

#### Libri originariamente pubblicati in inglese (UK)
- The Birthday Crown, illustrato da Kate Slater, Royal Collection, 2016

#### Libri pubblicati in coreano
- 아무것도 하고 싶지 않은 곰, illustrato da Lalalimola, Namumalmi, 2022

### Fumetti per adulti
- Adam et Eve: le Paradis perdure, illustrato da Yannick Robert, Varoum, 2014
- Tutte le ossessioni di Victor, illustrato da Squaz (Pasquale Todisco), Diàbolo, 2015
- Maschi da evitare, illustrato da Veronica "Veci" Carratello, Hop! Edizioni, 2018

### Fumetti per bambini
- Le costume de Père Noël, illustrato da Éric Heliot, Sarbacane, 2005 (Francia)
- Pas de crotte pour moi, illustrato da David De Thuin, Sarbacane, 2006 (Francia)
- Il faut sauver le sapin Marcel, illustrato da Clothilde Perrin, Sarbacane, 2008 (Francia)
- Jérôme et les formis rouges, illustrato da Juliette Boulard, Sarbacane, 2010 (Francia)
- Mission Kraken! Les aventures de l'intrépide équipe O.C.E.A.N., illustrato da Vincent Bourgeau, Sarbacane, 2011 (Francia)
- Super Potamo, illustrato da Raphaëlle Barbanègre, Bang, 2013 (Spagna)
- London Mystery Club (Tomo 1): Le loup-garou de Hyde Park, ABC Mélody, 2016 (Francia)
- Les ravencroft (Tomo 1): chaque chose à sa place, illustrato da Valentina Brancati, Kramiek, 2018 (Svizzera)
- London Mystery Club (Tomo 2): A mummy on the tube, illustrato da Yannick Robert, ABC Melody, 2018

#### Serie 10 Petits Insectes (Francia)
Serie di libri illustrati, pubblicata da Sarbacane.
- 10 petits insectes (Tomo 1), illustrato da Vincent Pianina, 2009
- 10 petits insects dans le brouillard (Tomo 2), illustrato da Vincent Pianina, 2011
- 10 petits insectes. Retour vers le passé (Tomo 3), illustrato da Vincent Pianina, 2013

#### Serie Cruelle Joëlle (Francia)
- Cruelle Joëlle: la vie n'est pas si simple, Madame LaMort! (Tomo 1), illustrato da Ninie, 2010
- Cruelle Joëlle: week-end frisson au Lac Crystal! (Tomo 2), illustrato da Ninie, 2012
- Cruelle Joëlle: une journee d'enfer (Tomo 3), illustrato da Ninie, 2013

### Romanzi

#### Libri originariamente pubblicati in francese
- L'amour? C'est mathématique!, Sarbacane, 2013
- 3 tyrans + 1 bolosse = quelle vie!, Sarbacane, 2014
- Elle est où la ligne, illustrato da Joelle Jolivet, Trimestre / Oskar, 2015

#### Libri originariamente pubblicati in italiano
- La linea che separa le cose, illustrato da Alessandro Baronciani, Mondadori, 2022
- I bambini di Baltimore House, illustrato da Riccardo Renzi, Pelledoca, 2022

#### Libri per adulti
- Feeling bed, illustrato da Virginia Mori, Hop Edizioni, 2020

### APP
- A ciascuno il suo, sviluppatore: Paramecio Studio, Kite Edizioni, 2012
- Moi, j'attends, sviluppatore: France Televisions Distribution SA,© Les films d'ici 2, la Station Animation, les éditions Sarbacane, 2013

### Multimedia
- Pandaroux, Lunii, 2019
- Les jours hibou, illustrato da Vincent Mathy, Piboco, 2019

### Puzzle Tales
- Tre etti di pane, illustrato da Marco Somà, Hop Edizioni, 2022
- Bacio, non bacio, illustrato da Monica Barengo, Hop Edizioni, 2023

### Giochi da tavolo
- Crossroads, con Elisabetta Maria Zocca, Ludic, 2022
- Non ti fidare, con Elisabetta Zocca, Ludic, 2023
- Sali, scendi, cambia colore, con Elisabetta Zocca, Ludic, 2024

### Traduzioni
- Pour aimer son tigre, A2Mimo, 2019

### Adattamenti teatrali
- Moi, j'attends, Compagnie O'Navio Théâtre, 2010 (Limoges, Francia)
- L'ennemi, Compagnie Art tout Chaud, 2010 (Amiens, Francia)
- L'ennemi[6], MicMac Théâtre, 2010 (Belgio)
- Pouce! (da L'Ennemi)[7], Compagnie Marche ou rêve, 2010 (Toulouse, Francia)
- Mon Père, le grand pirate, Compagnie Marche ou rêve, 2014 (Toulouse, Francia)
- Duplex, (da Le double + Elle est où la ligne?), Compagnie Théâtre de l’Éclaircie, 2019 (Dijon, Francia)

## Premi e riconoscimenti
- Eurochocolate Award, Italia, 2001[8]
- Prix Libbylit, miglior album per Moi, j'attends, Salone del libro di Namur, Belgio, 2005[9].
- Prix Baobab, miglior album per Moi, j'attends, Fiera del libro di Montreuil, Francia, 2005[10].
- Premio Words and Music, Menzione speciale per Piano piano, Fiera di Bologna 2006[11].
- Crescere con i libri, Premio città di Torino per Un papà su misura, Torino, 2006[12].
- Prix Suisse Enfantaisies, Piano piano, Losanna, Svizzera, 2006[13].
- Prix SNCF, Moi, j'attends, Festival du livre de jeunesse de Rouen, Francia, 2006[14].
- Selezione White Ravens (Internationale Jugendbibliothek), Voglio una mamma robot, Germania, 2008[15].
- Selezione White Ravens, L'orso con la spada, Germania, 2009[15].
- Selezione CJ Pictur Book Awards, L'orso con la spada, Corea, 2009[15].
- Prix Bernard Versele, L'Ennemi, Brussels, 2009[16].
- Chinatimes, Best Album for Kids, L'Ennemi, Taiwan 2009[16].
- Selezione Notable Social Studies Trade Books for Young People, The Enemy, USA, 2010[17].
- Selezione White Ravens, Marlène Baleine, Germania, 2011[15].
- Primer Libro Kirico, Malena Ballena, Spagna, 2011[18].
- Prix littéraire du cycle 2 de la médiathèque de Bagneux, Marlène Baleine, Francia, 2011[19].
- Prix des Bulles de Haute des Garonne, 10 Petits Insectes, Francia, 2011.
- Prix littéraire de Plessis Robinson, L'Ennemi, Francia, 2011[16].
- Prix Tam Tam, 10 Petits Insectes, La Courneuve, Francia, 2011[20].
- Prix Tatoulu, Marlène Baleine, Francia, 2011
- Prix des Incorruptibles, Marlène Baleine, Francia, 2011[21].
- Selection CJ Pictur Book Awards, Um dia un guarda-chuva, Corea, 2011[15].
- Prix DLire Canalblog, Cruelle Joëlle, Francia, 2011[22].
- Prix Litteéraire des école de Châtenay-Malabry, L'Ennemy, France, 2011[23].
- Prix Bulles en Haute Garonne, Jerôme et les Fourmis rouges, 2012
- Prix de la bande dessinée jeunesse de Montreuil-Bellay, Dix Petits Insectes, Francia, 2012[24].
- Prix Littéraire des écoles de Châtenay-Malabry, Marlène Baleine, Francia, 2012[25].
- Prix des ados, Salon du Livre Midi-Pyrénées, L'amour? C'est mathématique! Francia, 2014
- Premio Cassa di Risparmio di Cento, Mio padre, il grande pirata, Italia, 2014[26].
- Premio Orbil, Mio padre, il grande pirata, Italia, 2014[27].
- Prix du Livre jeunesse Marseille, Le grand livre de la bagarre, Francia, 2014
- Selezione White Ravens, Quando un elefante si innamora, Germania, 2014[28]
- Prix des enfants Salon de Saint-Orens, Elle où la ligne? 2015
- Premio Soligatto (sezione 8-11 anni), Mio padre, il grande pirata, 2015[29]
- Prix Bernard Versele, L'amour? C'est Mathématique!, Belgio, 2015[30].
- Prix de la foire de Wroclaw, L'Ennemi, Polonia, 2015
- Premio Boscarato, Miglior Sceneggiatore Italiano, Tutte le ossessioni di Victor, Italia, 2015[31]
- Premio Laura Orvieto, Mio padre, il grande pirata, Italia, 2015[32]
- Premio Soligatto, Sono arrivato in ritardo a scuola perché, Italia, 2016[33]
- Premio Festival du livre Jeunesse de Annemasse, Selezione Junior, L'amour c'est mathématique!, Francia, 2016[34]
- Prix Michel Tournier Jeunesse (Catégorie Cadet), Les Bacon Brothers, Francia, 2018[35]
- Prix Littéraire de la Citoyenneté (cycle 3), Cours!, Francia, 2018[36]
- Prix Alizé (Niveau 6e-5e) bibliothèques de Vienne, Cours!, Francia, 2018[37]
- Prix Nénuphar de l’album jeunesse, Cours!, Francia, 2018[38]
- Prix Chronos Vacances, Eléctrico 28, Francia, 2018[39]
- Prix Kilitou, Eléctrico 28, Francia, 2018[40]
- Premio Orbil, Tre in tutto, Italia, 2019[41]
- Prix des Petits Caractères (sezione 8-10 anni), Poussin, Francia, 2019[42]
- Premio Legambiente (miglior coerenza grafica-testo), Tre in tutto, Italia, 2019[43]
- Prix Danielle Grondein (Prix Spécial du jury), Journées du livre jeunesse de la ville Les Pennes-Mirabeau, La chanson perdue de Lola Pearl, France, 2019[44]
- Prix Enfantaisie, Poussin, Svizzera, 2020[45]
- Premio Torre del Agua, Il venditore di Felicità, Spagna, 2021[46]
- Premio Kimi Siegel, Il venditore di Felicità, Germania, 2021[47]
- Finaliste Prix des libraires du Québec 2022 catégorie Hors Québec - Jeunesse[48] pour M. Tigre le magnifique, avec Miguel Tanco
- Sélection Prix Sorcières 2022[49] Catégorie Carrément sorcières fiction, pour Le Cauchemar du Thylacine, avec Claudia Palmarucci
- Premio Luigi Malerba, Quando sarò grande, Italia, 2022[50]
- Prix Versele, Les adultes ne font jamais ça, Belgio, 2022[51]
- Best Illustrated Children Book, The writer, USA, 2022[52]